# Hervé Algalarrondo
Hervé Algalarrondo, né le 4 juin 1950 à Paris et mort le 17 octobre 2022 à Charenton-le-Pont, est un journaliste, écrivain et essayiste français.

## Biographie
Il est journaliste au quotidien France-Soir puis au Matin de Paris. Il est recruté au milieu des années 1980 par Claude Perdriel au Nouvel Observateur, où il restera trente ans, jusqu'en 2014. Il y est chargé de "créer une rubrique d’infos confidentielles – le «Téléphone rouge» qui lui survit encore aujourd’hui – et d’assurer le suivi des partis d’opposition, le RPR et l’UDF". 
À sa disparition, le président de la République Emmanuel Macron rend hommage dans un communiqué à «cette voix engagée mais toujours libre de la presse française, qui savait penser contre lui-même».

## Œuvres
- Le ministre adultère (Robert Laffont, 1987), roman
- Six septennats m'étaient contés (Vents d'ouest, 1988), bande dessinée
- Les beaufs de gauche (JC Lattès, 1994)
- Sécurité : la gauche contre le peuple (Robert Laffont, 2002)
- Les derniers jours de Roland B. (Stock, 2006), roman, autour de la mort de Roland Barthes
- L'archer du pont de l'Alma (Grasset, 2008), roman
- La gauche et la préférence immigrée (Plon, 2011)
- Qui a tué Audrey?, avec Hélène Mathieu (Fayard, 2012), sur un féminicide
- Et si on arrêtait les conneries? Plaidoyer pour une révolution politique, avec Daniel Cohn-Bendit (Fayard, 2016)
- Deux jeunesses françaises (Grasset, 2021), sur Emmanuel Macron et Édouard Louis